# Axel Alonso
Pour les articles homonymes, voir Alonso.
Axel Alonso est un scénariste, encreur et éditeur de comics américain. Il est reconnu pour son travail d'éditeur chez DC Comics de 1994 à 2000 et par la suite chez Marvel Comics de 2000 à aujourd'hui. Depuis janvier 2011, il est l'éditeur en chef chez Marvel Comics.

## Biographie
Le père d'Alonso est originaire du Mexique et sa mère est originaire d'Angleterre. Originaire de San Francisco, Alonso a obtenu un baccalauréat en sociologie et politique de l'Université de Californie à Santa Cruz et une maîtrise en journalisme de l'Université Columbia.

Alonso a commencé sa carrière en tant que journaliste pour le Daily News de New York. Il a également travaillé comme éditeur de magazine avant de se lancer dans l'industrie de la bande dessinée. Un jour, il a vu une annonce dans le New York Times pour les rédacteurs en chef de DC Comics et s'est dit qu'il serait amusant d'interviewer, ne pensant jamais qu'on lui offrirait un emploi, même s'il a fini par être embauché par l'éditeur.
Les premiers travaux publiés par Alonso pour DC Comics sont Doom Patrol # 80 et Animal Man # 73, publiés en juillet 1994. Ce dernier faisait partie de la ligne Vertigo de la société, qui publie des livres dans des genres tels que l'horreur et la fantaisie lecteurs. Jusqu'en 1999, il a également joué dans Vertigo: Preacher, Black Orchid, Kid Eternity, Hellblazer, Soldat inconnu, 100 Bullets et Human Target : La Cible.

## Prix et nominations

### Récompenses
- 2004 Eagle Award for Favourite Comics Editor[1]
- 2006 Eagle Award for Favourite Comics Editor[2]
- 2010 Eagle Award for Favourite Comics Editor[3]

### Nominations
- 2007 Eagle Award for Favourite Comics Editor[4]
- 2008 Eagle Award for Favourite Comics Editor[5]